# Eerste Baronnenoorlog

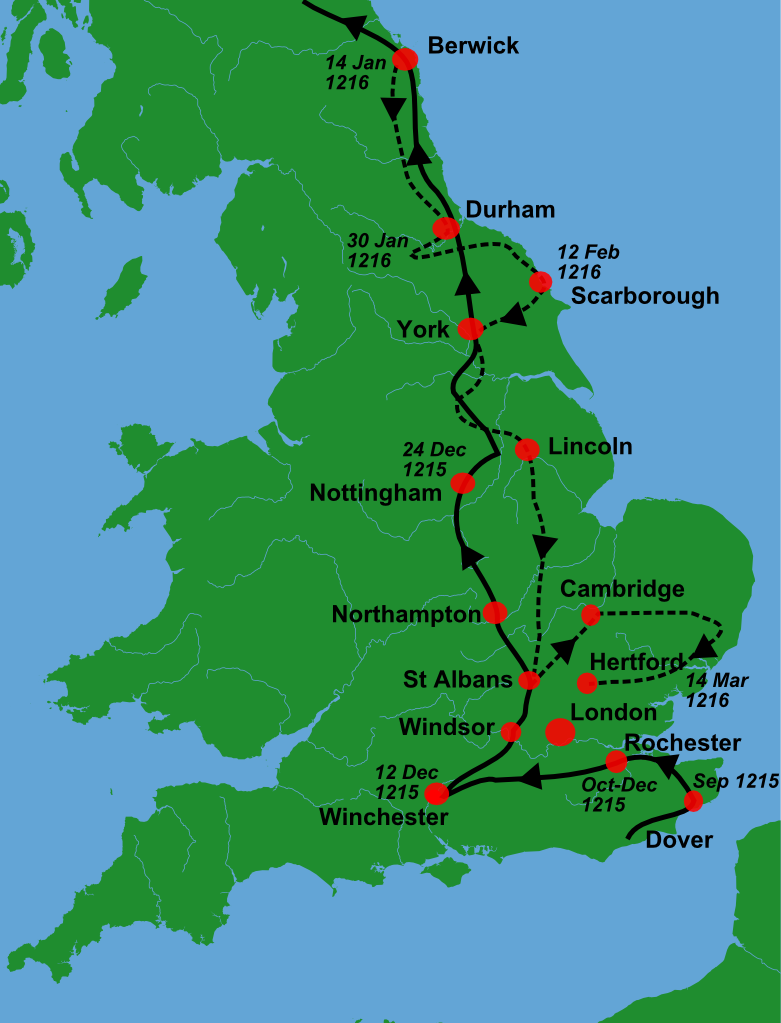

De Eerste Baronnenoorlog vond plaats tussen 1215 en 1217. Het was een burgeroorlog in het koninkrijk Engeland tussen koning Jan zonder Land en een groep opstandige baronnen of leenmannen onder leiding van Robert FitzWalter.

## Achtergrond
Na de grote nederlaag tijdens de Slag bij Bouvines in 1214 stortte het Angevijnse Rijk ineen. Koning Jan zonder Land haalde zich via belastingheffingen het ongenoegen van zijn baronnen op de hals en net als zijn vader kwam Jan stevig in botsing met de Kerk. Dit laatste kwam door zijn afwijzing van Stephen Langton als aartsbisschop van Canterbury. Op 15 juni 1215 werd hij gedwongen bij Runnymede de Magna Carta te tekenen. Omdat die verklaring onder dwang was getekend, voelde Jan zich er echter niet aan gebonden. Hij kreeg hierbij de steun van paus Innocentius III, maar dit kon hem niet baten. De opstandelingen wilden de kroon overdragen aan de Franse kroonprins Lodewijk (de latere Franse koning Lodewijk VIII), hij was getrouwd met Blanca van Castilië, kleindochter van Hendrik II van Engeland. De paus en zijn vader Filips II van Frankrijk verzetten zich tegen deze onderneming.

## Oorlog
Jan was goed voorbereid op een conflict. Hij had huursoldaten en had de steun van machtige vazallen, zoals Willem de Maarschalk en Ranulf de Blondeville, 6e graaf van Chester. De rebellen misten de technische expertise en zwaar materieel, die nodig waren om het netwerk van koninklijke kastelen aan te vallen. De strategie van Jan was om de rebellenbaronnen in Londen te isoleren, zijn eigen bevoorradingslijnen naar zijn belangrijkste bron van huursoldaten in Vlaanderen te beschermen, te voorkomen dat de Fransen in het zuidoosten zouden landen en vervolgens de oorlog te winnen door middel van langzame uitputting.
In januari 1216 marcheerde Jan naar het noorden om Alexander II van Schotland, die de baronnen steunde een lesje te leren en stak Berwick in brand. Daarna keerde hij terug zuidwaarts met redelijk succes. Intussen hadden de baronnen Lodewijk uitgenodigd om hen te steunen. Lodewijk werd met open armen ontvangen en werd in Londen tot koning uitgeroepen (niet gekroond). Tegen het eind van de zomer was Zuid-Oost-Engeland, behalve Dover Castle, in handen van de opstandelingen. Jan hervatte in september de tegenaanval. Op 18 oktober 1216 werd Jan getroffen door dysenterie en stierf de dag nadien in Newark-on-Trent.
Met de dood van Jan veranderde de positie van Lodewijk. Plots werd hij een vreemde heerser en verschillende baronnen kozen partij voor de negenjarige zoon van Jan, Hendrik III. Lodewijk ging om steun naar Frankrijk. Op 20 mei 1217 vond de Slag bij Lincoln plaats, een smadelijke nederlaag voor de baronnen, waarbij hun leider Robert FitzWalter werd gevangengenomen. Daarna verloor Lodewijk ook de Slag bij Sandwich. Dat betekende het einde van de oorlog.

## Verdrag van Lambeth
Op 11 september 1217 werd prins Lodewijk gedwongen het Verdrag van Lambeth te tekenen. Lodewijk moest zijn aanspraak op de kroon van Engeland opgeven en stemde ermee in dat hij nooit de legitieme koning was geweest. De belangrijkste bepalingen van het verdrag was, amnestie voor de Engelse rebellen, niettemin moesten de baronnen die zich bij Lodewijk hadden aangesloten, de Franse prins 10.000 mark betalen om zijn terugtrekking te bespoedigen. Lodewijk gaf de weinige kastelen die hij had overgehouden terug, en maande zijn bondgenoten, Alexander II van Schotland en Llywelyn de Grote van Wales, om de wapens neer te leggen. Lodewijk beloofde ook Engeland niet meer aan te vallen.